# Amber Rudd
Amber Augusta Rudd (Londres, 1 de agosto de 1963) es una política británica del Partido Conservador. Ejerció como ministra del Interior de 2016 a 2018, y ha sido miembro del parlamento por la circunscripción de Hastings y Rye en Sussex Oriental desde las elecciones generales de 2010.
Ejerció como Ministra para las Mujeres y Secretaria de Estado para el Empleo y las Pensiones, bajo el gobierno de Boris Johnson. 
El 7 de septiembre de 2019 anunció su dimisión como miembro del gobierno, afirmando en una carta dirigida a Johnson no ser capaz de soportar «que los conservadores moderados leales sean expulsados», acusando al primer ministro de cometer un «acto de vandalismo político».